# Elygea apta
Elygea apta är en fjärilsart som beskrevs av Walker 1858. Elygea apta ingår i släktet Elygea och familjen nattflyn. Inga underarter finns listade i Catalogue of Life.